# Joaquim Milans del Bosch i Carrió
Joaquim Lleó Milans del Bosch i Carrió (Barcelona, 1854 - Madrid, 1936) fou un militar català. La generació d'en Joaquim va ser una de les que va canviar la direcció de la nissaga familiar Milans del Bosch. Tradicionalment havien estat militars liberals, però durant el segle xix es van alinear amb l'absolutisme.
Al començament de la seua carrera com a militar va viure la restauració borbònica. Lluità en la tercera guerra carlina, a Melilla (1893) i a les Filipines (1897-1898). Posteriorment i a conseqüència de les seues tasques properes a la Casa Reial espanyola, va ser nomenat ajudant d'Alfons XIII.
Hi va participar en operacions militars a prop de Madrid i Marroc. Arran d'això va ser ascendit a tinent general.

## Capità General de Catalunya
A l'acabament de la Primera Guerra Mundial (1918), va ser nomenat capità general de Catalunya. La situació del país era molt tensa per causa de la crisi econòmica que va suposar el cessament d'exportacions als països en guerra, i a les pujades de preus. L'obrerisme es va organitzar i lluità contra els pistolers de la patronal.
Joaquim Milans del Bosch es va posicionar a favor de la patronal i va aplicar mètodes militars a la repressió dels conflictes socials, amb total impunitat vers els sicaris de la patronal.
Per a tractar de reprimir la Vaga de la Canadenca (cosa en la qual va fracassar totalment, l'autoritat va haver de cedir i atorgar la jornada màxima de 8 hores), fins i tot va arribar a autoritzar un Sometent per reclutar forces al servei del General Severiano Martínez Anido, governador militar de la província de Barcelona.
Milans hi va exercir també d'executor de la censura del règim, concretament ordenant la cremada d'una còpia d'una pel·lícula (La malcasada).
Milans del Bosch se sentia recolzat per les classes altes de la societat catalana, i fins que no van arribar ordres directes del rei Alfons XIII, empès per les Corts, no dimití (1920). De fet, va ser convidat a cerimònies i àpats de casament de l'aristocràcia barcelonina.
El rei, per compensar la seua obediència i anys de servei, el va nomenar Cap de la Casa Militar de la Casa Reial.

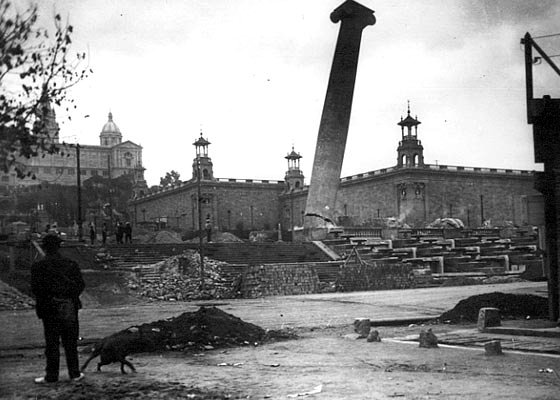
1928 Enderrocament de les Quatre Columnes de Montjuïc, símbol català actualment recuperat.

## Governador Civil de Barcelona
Després d'entrar a la reserva hi romangué fins que va ser cridat pel seu amic Miguel Primo de Rivera per fer de governador civil de Barcelona (1924-1929).
Conjuntament amb el ministre de governació i el capità general de Catalunya, va portar una campanya anticatalanista ferotge. Clausurà el camp del Futbol Club Barcelona i l'Orfeó Català degut a una monumental xiulada a la Marxa Reial (1925), suprimí entitats excursionistes i culturals, clausurà el Foment Català de Sallent (1925) i imposà reiterades suspensions i multes a diaris i revistes catalanes. Fou destituït en caure el dictador.
Des de l'octubre de 1927 fins al febrer del 1930 va ser assignat diputat per Barcelona "per dret propi", és a dir, sense participar en les candidatures que es votaven.
Es va retirar a Madrid, on va rebre diversos homenatges.
Després del cop d'Estat militar dels generals el 18 de juliol, Joaquim Milans del Bosch no va voler abandonar Madrid per estar el seu fill Mariano detingut. El 31 d'agost de 1936 va ser afusellat per milicians antifranquistes.